# Паштана Дуррани
Паштана Дуррани (род. 1997, Кандагар) — афганская активистка по правам человека, занимающаяся вопросами доступа девочек и женщин к образованию.

## Ранний период жизни
Семья Дуррани бежала из Афганистана в конце 1990-х годов из-за гражданской войны в стране и присутствия Талибана. Дуррани родилась в лагере беженцев недалеко от Кветты, Пакистан. Её семья ценила образование; их девизом было: «Можно голодать, но нельзя без учёбы ни дня». В пакистанском лагере беженцев её родители прямо у себя дома с 2001 года управляли школой для девочек, а её тёти убедили сопротивляющиеся семьи дать образование своим дочерям. В 2016 году Дуррани вернулась со своей семьей в Кандагар, Афганистан.

## Активизм
В 2018 году Дуррани основала LEARN Afghanistan, неправительственную организацию, которая занимается предоставлением образования афганским детям и женщинам. На момент захвата Афганистана талибами в 2021 году организация управляла 18 «цифровыми» школами на юге Афганистана. После падения Кабула в августе 2021 года Дуррани скрылась. LEARN Afghanistan тайно возобновил работу через месяц после захвата.
В 2021 году Дуррани вошла в список 100 женщин по версии Би-би-си. В 2022 году она стала победительницей Саммита молодых активистов. В 2023 году Дуррани получила премию Global Citizen Prize за свою работу. Она также была названа Фондом Малалы Глобальным чемпионом в области образования.
В 2022 году Дуррани опубликовала мемуары под названием Last to Eat, Last to Learn.

## Личная жизнь
Отец Дуррани умер, когда ей был 21 год, и ей пришлось самой обеспечивать семью.
Дуррани покинула Афганистан после захвата власти талибами в октябре 2021 года. В то время она изучала политологию в Американском университете Афганистана. С ноября 2021 года она работает приглашённым научным сотрудником в колледже Уэллсли и изучает, как улучшить распределение гуманитарной помощи и снизить финансовую коррупцию.